# Claire Liu
Claire Liu (* 25. Mai 2000 in Thousand Oaks, Kalifornien) ist eine US-amerikanische Tennisspielerin.

## Karriere
Claire Liu, die Sandplätze bevorzugt, begann im Alter von fünf Jahren mit dem Tennissport. Sie gewann bisher sieben Einzeltitel und einen Doppeltitel auf der ITF Women’s World Tennis Tour. Liu war eine hervorragende Nachwuchsspielerin und ehemalige Nummer eins der Juniorenweltrangliste. 2015 gewann sie an der Seite von Michaela Gordon den Coffee Bowl. Im Jahr darauf triumphierte sie bei den Prince George’s County International Hard Court Junior Tennis Championships sowohl im Einzel als auch im Doppel zusammen mit Sofia Sewing. Ihre größten Erfolge als Juniorin konnte sie aber in Wimbledon feiern, wo sie 2016 gemeinsam mit Usue Maitane Arconada den Doppelwettbewerb und im Jahr darauf mit einem Finalerfolg über Ann Li den Titel im Einzel erringen konnte, nachdem sie davor schon beim Junior International Roehampton triumphierte und das Finale der Juniorinnenkonkurrenz der French Open erreichte.
2014 gab Liu bereits ihr Debüt auf der ITF Women’s World Tennis Tour und gewann dort 2015 als jüngste Spielerin seit Anna Kurnikova ein Tennisturnier der Damen. Im Anschluss erhielt sie für die Qualifikation zu den US Open 2015 als erst 15-Jährige eine Wildcard und kam bis in die Schlussrunde, in der sie Alexandra Panowa mit 4:6 und 1:6 unterlag. 2016 startete Liu mit einer Wildcard ausgestattet in Miami erstmals in der Qualifikation zu einem WTA-Turnier. Im Jahr darauf errang sie nacheinander zwei ITF-Titel der $25.000-Kategorie und qualifizierte sich bei den US Open 2017 erstmals für das Hauptfeld eines Grand-Slam-Turniers. Doch musste sie sich dort in der ersten Runde Duan Yingying geschlagen geben.
In Miami konnte Liu im Frühjahr 2018 ihren ersten Erfolg in der Hauptrunde eines WTA-Turniers verbuchen und anschließend in Wimbledon erstmals in die zweite Runde eines Grand-Slam-Turniers vorrücken, wo sie der späteren Siegerin Angelique Kerber unterlag, dieser jedoch als einzige Gegnerin während des gesamten Turniers einen Satz abnahm. In der Folge stagnierten die Leistungen Lius über längere Zeit. Anfang 2020 konnte sie lediglich mit dem Erreichen des Endspiels beim $100.000-ITF-Turnier in Nicholasville überzeugen, bevor sie 2021 mit den Siegen bei den ITF-Turnieren in Charlottesville und anschließend in Charleston, wo sie durch einen Erfolg über Madison Brengle den bis dahin größten Turniergewinn ihrer Karriere erzielen konnte, wieder in der Weltrangliste vorrückte. Nach dem Erreichen des Halbfinales bei einem Turnier der WTA Challenger Series in Chicago, wurde Liu erstmals unter den besten 100 der Welt geführt. Anfang 2022 erzielte sie mit Position 88 ihre höchste Weltranglistenposition.

## Turniersiege

### Einzel
| Nr. | Datum            | Turnier         | Kategorie      | Belag     | Finalgegnerin       | Ergebnis             |
| --- | ---------------- | --------------- | -------------- | --------- | ------------------- | -------------------- |
| 1.  | 22. März 2015    | Orlando         | ITF $10.000    | Sand      | Fanny Stollár       | 6:1, 6:3             |
| 2.  | 14. Mai 2017     | Naples          | ITF $25.000    | Sand      | Danielle Collins    | 6:3, 6:1             |
| 3.  | 28. Mai 2017     | Caserta         | ITF $25.000    | Sand      | Paula Badosa Gibert | 6.3, 6:3             |
| 4.  | 20. Oktober 2019 | Florence        | ITF W25        | Hartplatz | Peyton Stearns      | 6:1, 6:2             |
| 5.  | 2. Mai 2021      | Charlottesville | ITF W60        | Sand      | Wang Xinyu          | 3:6, 6:4, 4:1 aufgg. |
| 6.  | 9. Mai 2021      | Charleston      | ITF W100       | Sand      | Madison Brengle     | 6:2, 7:66            |
| 7.  | 15. Mai 2022     | Paris           | WTA Challenger | Sand      | Beatriz Haddad Maia | 6:3, 6:4             |
| 8.  | 12. Mai 2024     | Saint-Gaudens   | ITF W75        | Sand      | Séléna Janicijevic  | 6:1, 6:76, 6:0       |

### Doppel
| Nr. | Datum           | Turnier     | Kategorie      | Belag     | Partnerin       | Finalgegnerinnen                          | Ergebnis         |
| --- | --------------- | ----------- | -------------- | --------- | --------------- | ----------------------------------------- | ---------------- |
| 1.  | 11. August 2019 | Landisville | ITF W60        | Hartplatz | Vania King      | Hayley Carter Jamie Loeb                  | 4:6, 6:2, [10:5] |
| 2.  | 18. Juni 2022   | Gaiba       | WTA Challenger | Rasen     | Madison Brengle | Witalija Djatschenko Oksana Kalaschnikowa | 6:4, 6:3         |

## Abschneiden bei Grand-Slam-Turnieren

### Dameneinzel
| Turnier         | 2015 | 2016 | 2017 | 2018 | 2019 | 2020 | 2021 | 2022 | 2023 | 2024 | 2025 | Karriere |
| --------------- | ---- | ---- | ---- | ---- | ---- | ---- | ---- | ---- | ---- | ---- | ---- | -------- |
| Australian Open | —    | —    | —    | —    | Q1   | —    | Q2   | 1    | 2    | 1    | Q1   | 2        |
| French Open     | —    | —    | —    | Q2   | Q1   | —    | Q2   | 1    | 2    | Q1   |      | 2        |
| Wimbledon       | —    | —    | —    | 2    | Q1   |      | 2    | 2    | 1    | —    |      | 2        |
| US Open         | Q3   | —    | 1    | 2    | —    | 1    | 1    | 1    | 1    | —    |      | 2        |

Zeichenerklärung: S = Turniersieg; F, HF, VF, AF = Einzug ins Finale / Halbfinale / Viertelfinale / Achtelfinale; 1, 2, 3 = Ausscheiden in der 1. / 2. / 3. Hauptrunde; Q1, Q2, Q3 = Ausscheiden in der 1. / 2. / 3. Qualifikationsrunde; nicht ausgetragen

### Juniorinneneinzel
| Turnier         | 2013 | 2014 | 2015 | 2016 | 2017 | Karriere |
| --------------- | ---- | ---- | ---- | ---- | ---- | -------- |
| Australian Open | —    | —    | —    | —    | —    | —        |
| French Open     | —    | —    | —    | 2    | F    | F        |
| Wimbledon       | —    | —    | AF   | VF   | S    | S        |
| US Open         | 2    | 1    | 1    | 2    | —    | 2        |

Zeichenerklärung: S = Turniersieg; F, HF, VF, AF = Einzug ins Finale / Halbfinale / Viertelfinale / Achtelfinale; 1, 2, 3 = Ausscheiden in der 1. / 2. / 3. Hauptrunde; nicht ausgetragen

### Juniorinnendoppel
| Turnier         | 2013 | 2014 | 2015 | 2016 | 2017 | Karriere |
| --------------- | ---- | ---- | ---- | ---- | ---- | -------- |
| Australian Open | —    | —    | —    | —    | —    | —        |
| French Open     | —    | —    | —    | AF   | VF   | VF       |
| Wimbledon       | —    | —    | AF   | S    | VF   | S        |
| US Open         | 1    | 1    | 1    | VF   | —    | VF       |